# Az Amerikai Egyesült Államok prágai nagykövetsége
Az Amerikai Egyesült Államok prágai nagykövetsége az Egyesült Államok csehországi diplomáciai képviselete, ami a Vlašská utcán található, a prágai Malá Stranában. A történelmi jelentőségű Schönborn kastélyban helyezkedik el és egy óriási kertje is van, ami a Petřín hegy oldalában található.
Az épületben található az American Center, ami egy kutatóintézet, egy könyvtár, illetve egy amerikai történelmet középpontba helyező eseményközpont. A korábbi előadók közé tartozik Gene Deitch, David Woodard, Greil Marcus, Patricia Hampl és még sokan mások.

## Története

### Második világháború
1939. március 16-án a német és a csehszlovák kormányok megegyezésével Csehszlovákiát feloszlatták. A cseh területek német kéz alá kerültek, míg Szlovákia független lett. Másnap William Carr üzent az Egyesült Államok Külügyminisztériumának, hogy már nincs létező kormány, ami a missziót jóváhagyta. Három nappal később az Egyesült Államok véget vetett a prágai missziónak, Carrt visszahívták. Így a következő években a konzulátus töltötte be a diplomáciai misszió szerepét az országban, a berlini nagykövetségről.

## Nagykövetek
Az alábbi listán csak a független Csehország nagykövetei vannak feltüntetve, a csehszlovák misszió vezetői nem.
- 2025–napjainkig: Nicholas Merrick (nagykövetjelölt)
- 2025–napjainkig: Christy Agor (ideiglenes ügyvivő)
- 2023–2025: Bijan Sabet
- 2022–2023: Christy Agor (ideiglenes ügyvivő)
- 2022: Michael Dodman (ideiglenes ügyvivő)
- 2021–2022: Jennifer Bachus (ideiglenes ügyvivő)
- 2017–2021: Steve King
- 2014–2017: Andrew H. Schapiro
- 2010–2014: Norman L. Eisen
- 2010: Joseph Pennington (ideiglenes ügyvivő)
- 2010: John Ordway (ideiglenes ügyvivő)
- 2009–2010: Mary Thompson-Jones (ideiglenes ügyvivő)
- 2006–2009: Richard Graber
- 2003–2006: William J. Cabaniss
- 2001–2003: Craig Roberts Stapleton
- 1998–2000: John Shattuck
- 1995–1998: Jenonne R. Walker
- 1992–1995: Adrian A. Basora

## Galéria
- A nagykövetség 2012-ben
- A 2001. szeptember 11-ei terrortámadások után
- A nagykövetség kertje a Petřín hegyen
- Az Egyesült Államok zászlója az épület bejárata fölött
- A pavilon a nagykövetség kertjében